# Цитокинеза
Цитокенезата е етап от деленето на клетката, по време на който цитоплазмата на една еукариотна клетка се разделя, вследствие на което се образуват дъщерни клетки.

## Особености
Цитоплазменото делене започва по време или след късните стадии на ядреното делене при митозата и мейозата. По време на цитокинезата нишките на делителното вретено разделят и транспортират дуплицираните хроматиди в цитоплазмата на разделящтите се дъщерни клетки. По този начин те осигуряват запазване на хромозомния набор и комплект от поколение на поколение и освен в специални случаи, гарантират, че дъщерните клетки ще бъдат функционални копия на родителската клетка. Обикновено митозата и цитокинезата се обозначават като М период в клетъчния цикъл. Независимо че митозата и цитокинезата са двата стадия, обикновено асоциирани с деленето на клетките, те всъщност представляват завършек на последователност от регулярни, повтарящи се процеси, известни като клетъчен цикъл. Стандартно клетъчния цикъл се подразделя на интерфаза и митоза. След завършването на телофазата и цитокинезата всяка клетка навлиза в интерфазата на клетъчния цикъл.

## Цитокинеза при растителните клетки
При растенията, в екваториалната зона на клетката (където е била метафазната пластинка) се формира средна пластинка (средна ламела). Тя е изградена основно от пектинови вещества. Залага се постепенно, в посока от центъра към периферията, посредством сливането на секреторни мехурчета, носещи пектините. Тези секреторни мехурчета, образувани от апарата на Голджи, се придвижват и ориентират от фрагмопласта – система от микротръбички, залагаща се между двете нови ядра, след разпадането на делителното вретено. Когато средната пластинка достигне страничните стени на майчината клетка, двете нови клетки биват окончателно разделени. От двете страни на средната ламела се образува плазмена мембрана за всяка от двете дъщерни клетки.
Междувременно се формират и плазмодезмите, като тубуларни сегменти на гладката ендоплазмена мрежа на майчината клетка остават непрекъснати при залагането на средната ламела. Всяка от новообразуваните клетки, образува своя собствена първична клетъчна стена по протежение на целия си протопласт. Първичната клетъчната стена, останала от майчината клетка, се разтяга и разкъсва при нарастването на дъщерните клетки.

## Цитокинеза при животинскте клетки
При животинските клетки и при всички останали еукариотни клетки, които нямат клетъчна стена, в екваториалната зона на майчината клетка се формира пръстен от актинови филаменти. Този пръстен се свива и чрез прищъпване разделя майчината клетка на две нови клетки.